# Parafia św. Andrzeja Boboli i św. Antoniego z Padwy w Złotnikach Kujawskich
Parafia Świętego Andrzeja Boboli i Świętego Antoniego z Padwy w Złotnikach Kujawskich – rzymskokatolicka parafia należąca do dekanatu złotnickiego. 

## Historia
Katolicy ze Złotnik Kujawskich i okolicznych wsi należeli do parafii w Tucznie i tamtejszy proboszcz ks. Władysław Pomianowski w 1921 roku  powołując tymczasowy komitet parafii w Złotnikach Kujawskich rozpoczął starania o utworzenie samodzielnej parafii. W 1922 roku w budynku szkoły odprawiono mszę świętą i zakupiono działkę pod budowę kościoła, 15 sierpnia 1923 roku wmurowano kamień węgielny, a budowę neoklasycystycznego kościoła  zaprojektowanego przez Stanisława Migdała ukończono w 1925 roku, pomimo bardzo trudnej sytuacji gospodarczej.
Parafia została erygowana 1 stycznia 1924 roku przez ks. kard. Edmunda Dalbora, a rządcą został mianowany na rok ks. Władysław Pomianowski. W 1925 roku mianowano pierwszym proboszczem ks. Ludwika Ciemniaka, który podczas II wojny światowej zginął w Sachsenhausen. Mianowany w 1931 roku proboszczem ks. Ludwik Sobieszczyk przeżył obóz w Dachau i powrócił do parafii w 1945 roku.
Kościół poświęcono 5 kwietnia 1925 roku. W tym samym roku z Rzymu przywieziono relikwie Andrzeja Boboli. 
W czasie wojny Niemcy zamienili kościół w magazyn, a plebanię w posterunek policji, dewastując ich wnętrza. Kościół był odnawiany przez parafian przez wiele lat. 28 września 1982 roku konsekrował go kard. Józef Glemp.

## Zasięg
Do parafii należą wierni z miejscowości: Dobrogościce, Gniewkówiec, Karczówka, Kobelniki, Krężoły, Tupadły, Złotniki Kujawskie, część Mierzwina, Niszczewic i Rucewa.

## Proboszczowie
- ks. Ludwik Ciemniak (1925–1930)
- ks. Ludwik Sobieszczyk (1931–1945?)
- ks. Czesław Prawdzic Bogacki (1949–?)
- ks. Jan Koziński
- ks. Józef Jędrusik (2002–2017)
- ks. Marek Chmara (2017– )